# Nonnenstromberg
Der Nonnenstromberg (335,9 m ü. NHN) ist eine Erhebung im Siebengebirge bei Thomasberg, einem Stadtteil von Königswinter im Rhein-Sieg-Kreis, Nordrhein-Westfalen.
Der Nonnenstromberg ist der östliche Nachbarberg des annähernd gleich hohen Petersbergs (335,9 m ü. NHN). Dadurch lässt sich auch der Name des Nonnenstromberges ableiten: der Petersberg ist auch unter dem Namen „Stromberg“ bekannt. Diverse Sagen erzählen von Nonnen und Klausnerinnen, die auf dem Berg während der Kreuzzüge Schutz suchten.
Auffällig ist der langgezogene Gipfelrücken des Nonnenstromberges, an dessen Ostende ein Aussichtspunkt liegt, der eine gute Sicht zum Großen Ölberg bietet. 1958 wurde ein Ringweg um den Nonnenstromberg angelegt.
Am nordöstlichen Fuße des Nonnenstromberges befindet sich die Gaststätte Einkehrhaus Waidmannsruh. Ein etwas weiter südlich am Berghang gelegenes, im Jahre 1957 vom Verschönerungsverein für das Siebengebirge erbautes Forsthaus wurde von diesem bereits einige Jahre später wieder aufgegeben und seither anderweitig vermietet.